# Richmond, Rhode Island

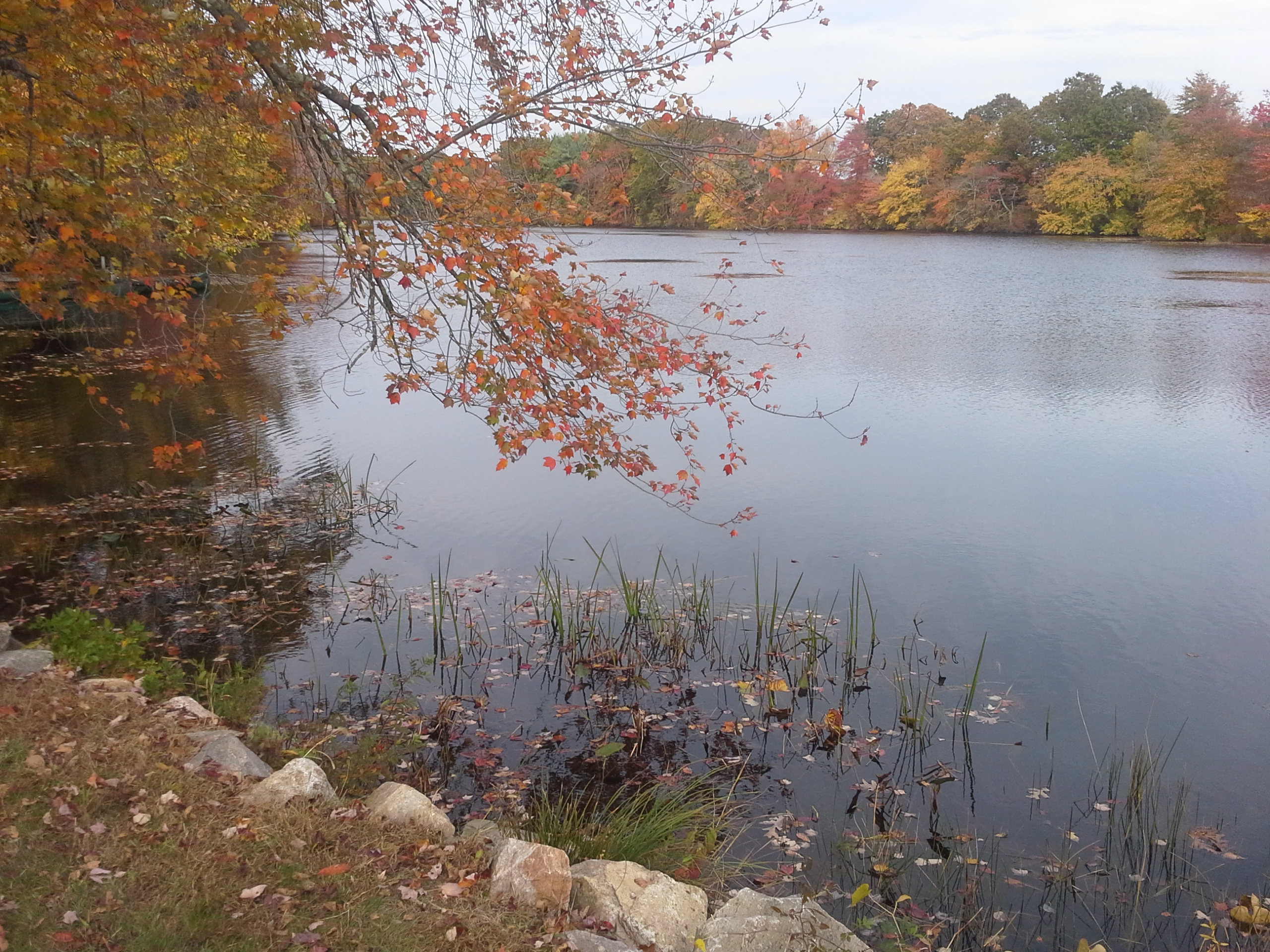
Kenyon's Grist Mill Pond.

Richmond är en kommun (town) i Washington County i delstaten Rhode Island, USA med cirka 7 222 invånare (2000). Den har enligt United States Census Bureau en area på 105,6 km².